# Tata Sabaya
Der Tata Sabaya ist ein 5385 m hoher inaktiver Stratovulkan im südamerikanischen Anden-Staat Bolivien.
Der Tata Sabaya liegt auf dem bolivianischen Altiplano am Nordrand des Salzsees Salar de Coipasa im Municipio Sabaya in der Provinz Sabaya im Departamento Oruro. Der Tata Sabaya ist ein Gipfel in einer Kette von Vulkanen, die im Westen mit dem chilenischen Vulkan Isluga (5577 m) beginnt und sich über den Dreiergipfel des Cabaraya (5869 m) und den Tata Sabaya bis zum Cerro Pariani (5077 m) erstreckt.
Der Zeitpunkt seiner Entstehung ist unbekannt, aufgrund seiner noch gut erhaltenen äußeren Form kann er auf das Holozän datiert werden. 
Der Tata Sabaya präsentiert sich heute in einem mehrstufigen Aufbau. Die Basis bildet ein pyroklastischer Schildvulkan, auf den sich anschließend ein Schichtvulkan gesetzt hat. Die auffallendste Aktivität des Vulkans aus der Vergangenheit ist ein 300 km² großes Feld aus Gesteinsschutt, das sich vom Tata Sabaya aus in südlicher Richtung erstreckt. Lavaströme aus der jüngeren Geschichte erstrecken sich über die West- und Nordwestflanke des Vulkans, der Zusammenbruch des Gipfels hat zu Ablagerungen vor allem an der Südwestflanke des Berges geführt.